# Saulon-la-Rue
Saulon-la-Rue – miejscowość i gmina we Francji, w regionie Burgundia-Franche-Comté, w departamencie Côte-d’Or.
Według danych na rok 1990 gminę zamieszkiwało 451 osób, a gęstość zaludnienia wynosiła 100 osób/km² (wśród 2044 gmin Burgundii Saulon-la-Rue plasuje się na 494. miejscu pod względem liczby ludności, natomiast pod względem powierzchni na miejscu 1263.).